# Cantó de Saint-Malo-Sud
El cantó de Saint-Malo-Sud (bretó Kanton Sant-Maloù-Su) és una divisió administrativa francesa situat al departament d'Ille i Vilaine a la regió de Bretanya.

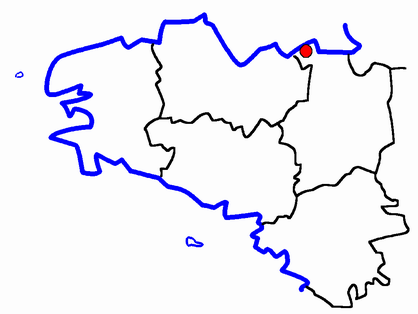
Situació del cantó

## Composició
El cantó aplega 3 comunes :
| Nom francès             | Nom bretó            | Població | km²  | Codi Postal | Codi INSEE |
| La Gouesnière           | Gouenaer             | 1.068    | 8,74 | 35350       | 35122      |
| Saint-Jouan-des-Guérets | Sant-Yowan-an-Havreg | 2.484    | 9,24 | 35430       | 35284      |
| Saint-Malo (fracció)    | Sant-Maloù           | 21.538   | ?    | 35400       | 35288      |
| Cantó                   | Sant-Maloù-Su        | 25.090   | ?    | -           | 3539       |

## Història
| Data d'elecció                           | Identitat       | Partit        | Qualitat |
| ---------------------------------------- | --------------- | ------------- | -------- |
| -1998                                    | Marcel Planchet | Divers droite |          |
| 1998-                                    | Jacky Le Menn   | PS            |          |
| les dades anteriors no són pas conegudes |                 |               |          |
|                                          |                 |               |          |